# Henry Stafford
Henry Stafford (1425 – 4 ottobre 1471) è stato un nobile inglese.

## Biografia
Era figlio di Humphrey Stafford, I duca di Buckingham e della consorte Anne Neville, figlia di Ralph Neville.
Venne scelto come terzo marito per la tredicenne Margaret Beaufort che il 28 gennaio 1457 aveva dato alla luce l'unico figlio Enrico Tudor.
Entrambi i coniugi discendevano da Edoardo III d'Inghilterra inoltre Anne Neville era figlia di una zia di Margaret Joan Beaufort. Pertanto dovette essere richiesta una dispensa per celebrare il matrimonio.
Le nozze avvennero il 3 gennaio 1458: la sposa aveva 15 anni mentre lo sposo quasi venti anni di più ma l'unione era stata dettata dall'esigenza dei Tudor di proteggere e salvaguardare gli interessi del piccolo Enrico dagli intrighi e dai pericoli della guerra delle due rose. E all'epoca soltanto il potente duca di Buckingham avrebbe potuto tenere testa alla bramosia di Riccardo, duca di York.
Si può supporre che il matrimonio fosse felice dato che la coppia viaggiava regolarmente insieme.
Dal matrimonio, durato 13 anni, non nacquero figli forse anche a causa della salute cagionevole di Henry il quale soffriva di ricorrenti attacchi di fuoco di Sant'Antonio, ritenuta all'epoca una forma di lebbra. Henry infatti frequentava la confraternita dell'ospedale dei lebbrosi a Burton Lazars nel Leicestershire e Margaret fu sempre assai devota a Sant'Antonio Abbott, patrono dei lebbrosi.
Intanto la guerra dinastica riprese e, sebbene Henry e suo padre avessero vincoli parentali con i Yorkisti Neville, rimasero fedeli al lancasteriano Enrico VI d'Inghilterra, parente di Margaret.
In seguito alla battaglia di Northampton del 1460 vinta dai Yorkisti guidati da Riccardo di York, il duca rimase ucciso lasciando la coppia senza protezione.
Nel 1461 anche Henry partì per la guerra che si stava combattendo a Towton. Vinse Edoardo, il figlio di Riccardo di York che nel frattempo era morto in battaglia. Edoardo divenne re col nome di Edoardo IV e tentò una politica di riconciliazione coi suoi nemici per cercare di ricompattare un regno diviso da anni di guerra civile. Stafford non solo sopravvisse alla battaglia ma ricevette formalmente anche il perdono dal re.
Stafford e sua moglie trovarono ugualmente la protezione del re Yorkista attraverso il matrimonio del giovane Henry Stafford, II duca di Buckingham, nipote di Henry, con Catherine Woodville, sorella della regina Elisabetta Woodville. I favori di Edoardo IV, tramite sua moglie Elisabetta, si manifestarono con la donazione del ricco maniero di Woking nel Surrey, che divenne residenza abituale degli Stafford e dove i coniugi mantennero una loro ristretta corte di servitori e gentiluomini.
Nel 1468 ricevettero anche la visita del re il quale tuttavia, nonostante i vincoli di parentela, non sembrava particolarmente fidarsi di Stafford il quale personalmente non ricevette alcun titolo nobiliare, al contrario del fratello minore John Stafford che aveva ricevuto la contea di Wiltshire.
L'occasione per dimostrare la propria fedeltà da parte di Stafford non tardò ad arrivare quando zio e fratello di Edoardo IV, Richard Neville, XVI conte di Warwick e Giorgio Plantageneto, I duca di Clarence, radunarono un folto esercito di rivoltosi contrari all'influenza che i Woodville esercitavano sul re. Henry partecipò nel 1470 ai violenti combattimenti a fianco del re. Tuttavia il fallito tentativo di negoziati tra Clarence e Margaret, sempre desiderosa di mettere al riparo la vita e gli interessi del figlio, resero vani gli sforzi di Henry e rafforzarono i sospetti che Edoardo IV nutriva verso i coniugi.
Della situazione caotica che stava di nuovo vivendo il paese approfittò Margherita d'Angiò, moglie dello spodestato Enrico VI.  La regina, in esilio in Francia con altri sostenitori lancasteriani, si accordò con Warwick per invadere l'Inghilterra e riuscì a rimettere il marito sul trono. Edoardo IV scappò nelle Fiandre lasciando la propria famiglia rifugiata nel santuario di Westminster.
Gli Stafford ospitarono il restaurato Enrico VI a Woking, dando quindi evidente prova della loro lealtà al casato Lancaster.
La restaurazione dei Lancaster tuttavia non durò a lungo dato che Edoardo IV aveva nel frattempo radunato un grosso esercito e si preparava a tornare in Inghilterra. Il cugino di Margaret, Edmund Beaufort, duca di Somerset cercò di convincere Stafford ad unirsi all'esercito lancasteriano per respingere l'offesa. Henry tuttavia, essendo in quel periodo malato ed essendo suo nipote il duca di Buckingham uno strenuo difensore degli York, non si lasciò convincere. Così, quando i due eserciti si scontrarono a Londra il 12 aprile 1471, Henry era lì a supportare Edoardo IV che vinse la battaglia e rispedì alla Torre il predecessore Enrico VI. Nella battaglia di Barnet, dove Warwick rimase ucciso, Stafford fu ferito gravemente.
Dopo esser stato riportato nella sua residenza dalla moglie, Henry ormai agonizzante fece testamento il 2 ottobre 1471 e morì due giorni dopo.